# Orrefors Kosta Boda

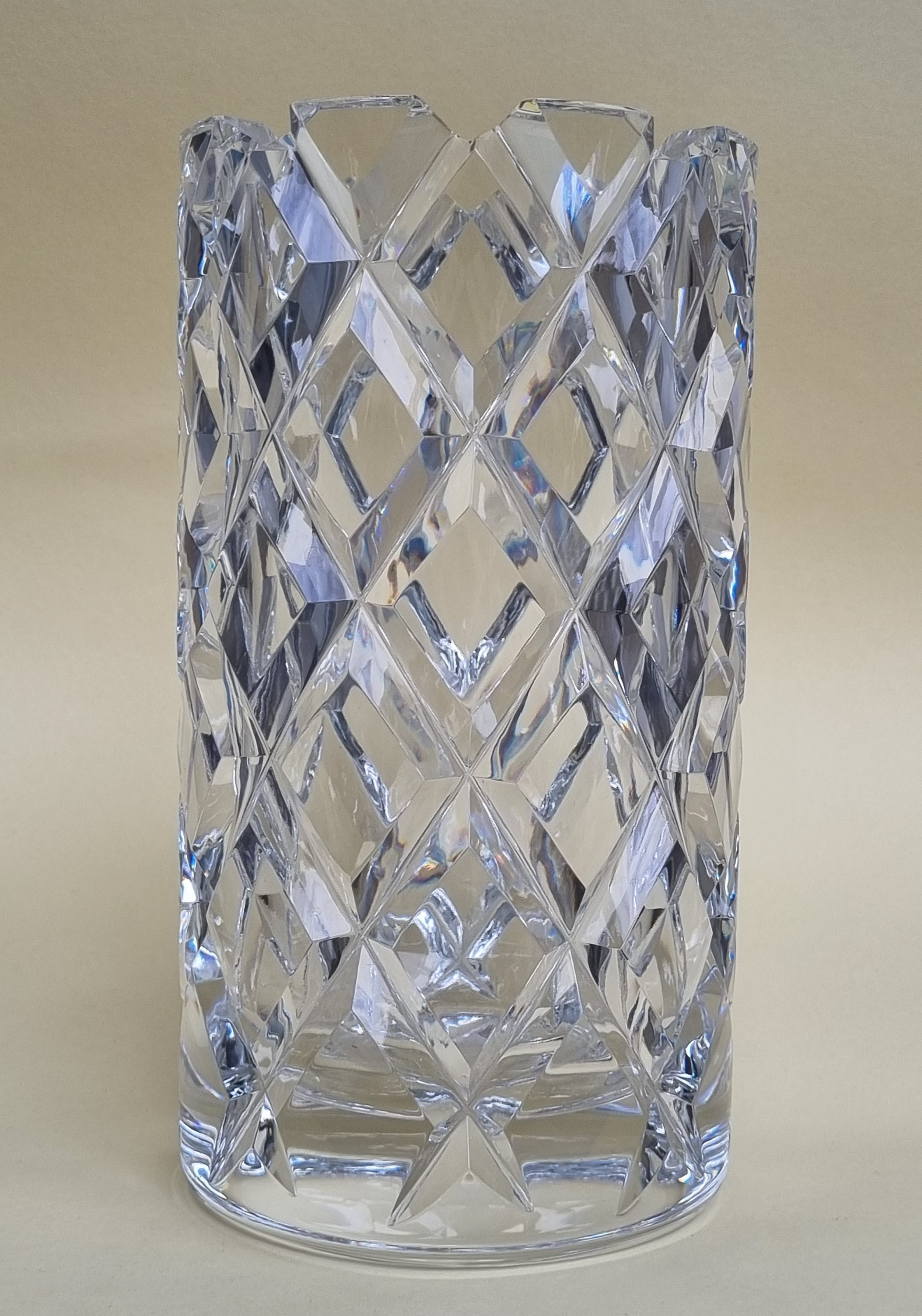
Sofiero Vase, benannt nach dem Sommerwohnsitz der Königsfamilie

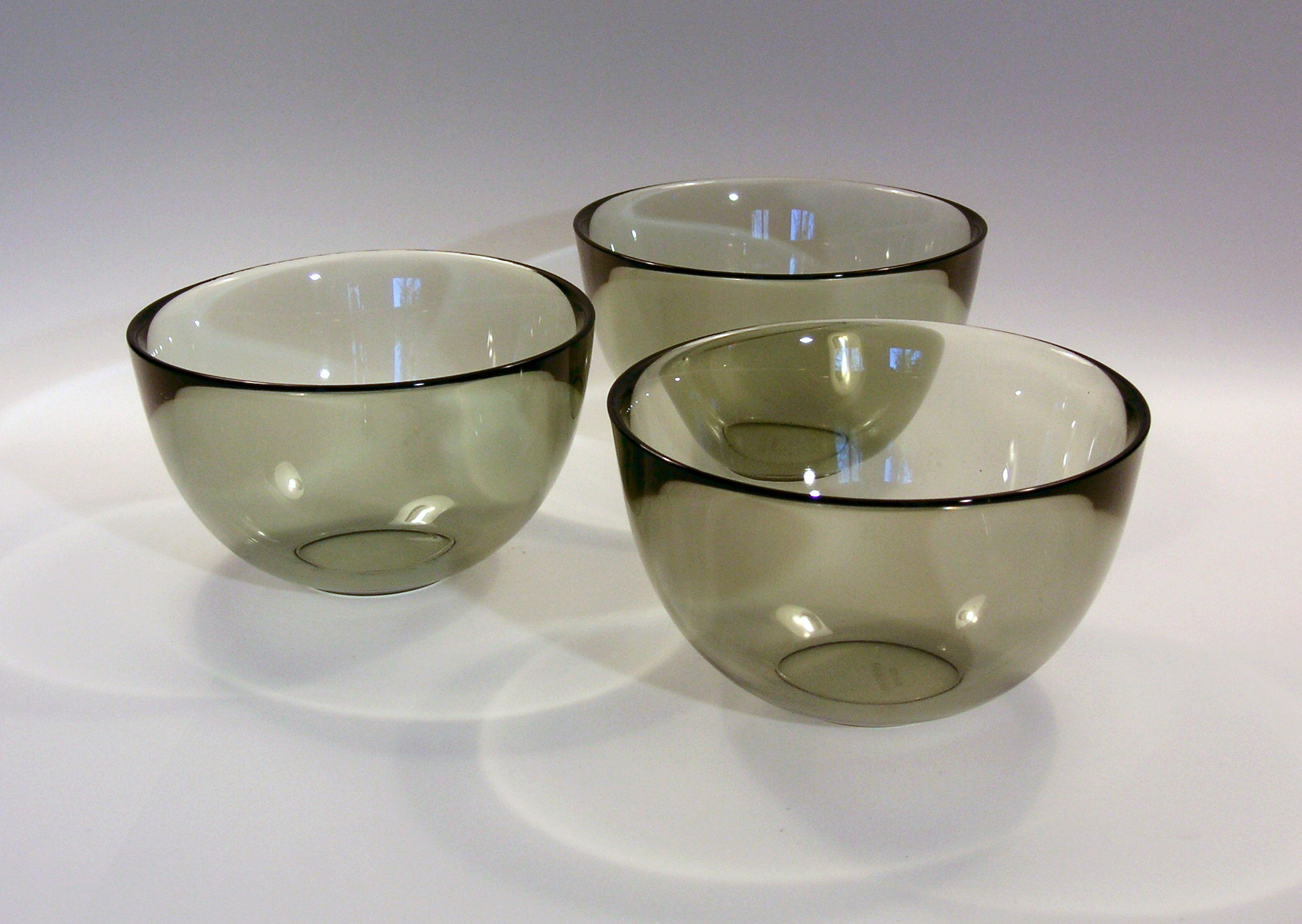
Orrefors, Sven Palmqvist „Fuga“

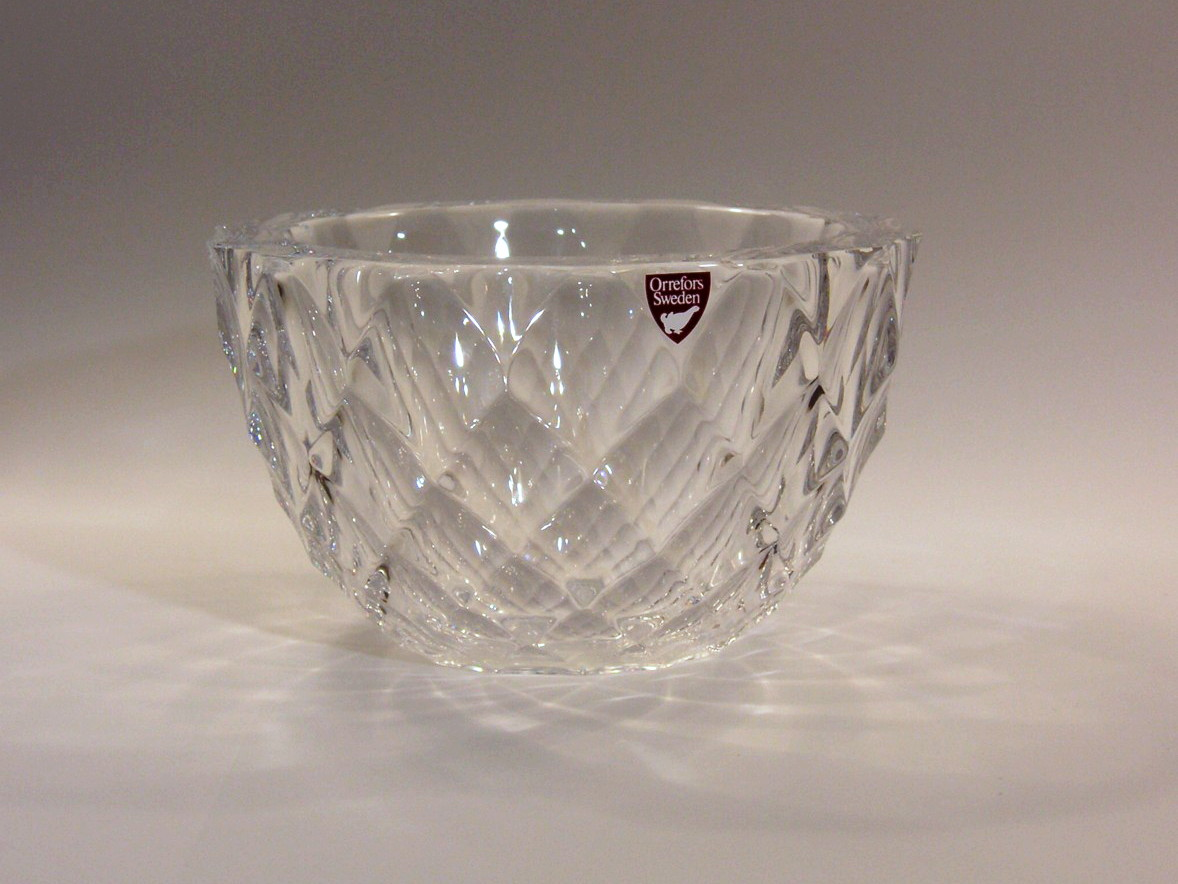
Orrefors, Kristallglasschale

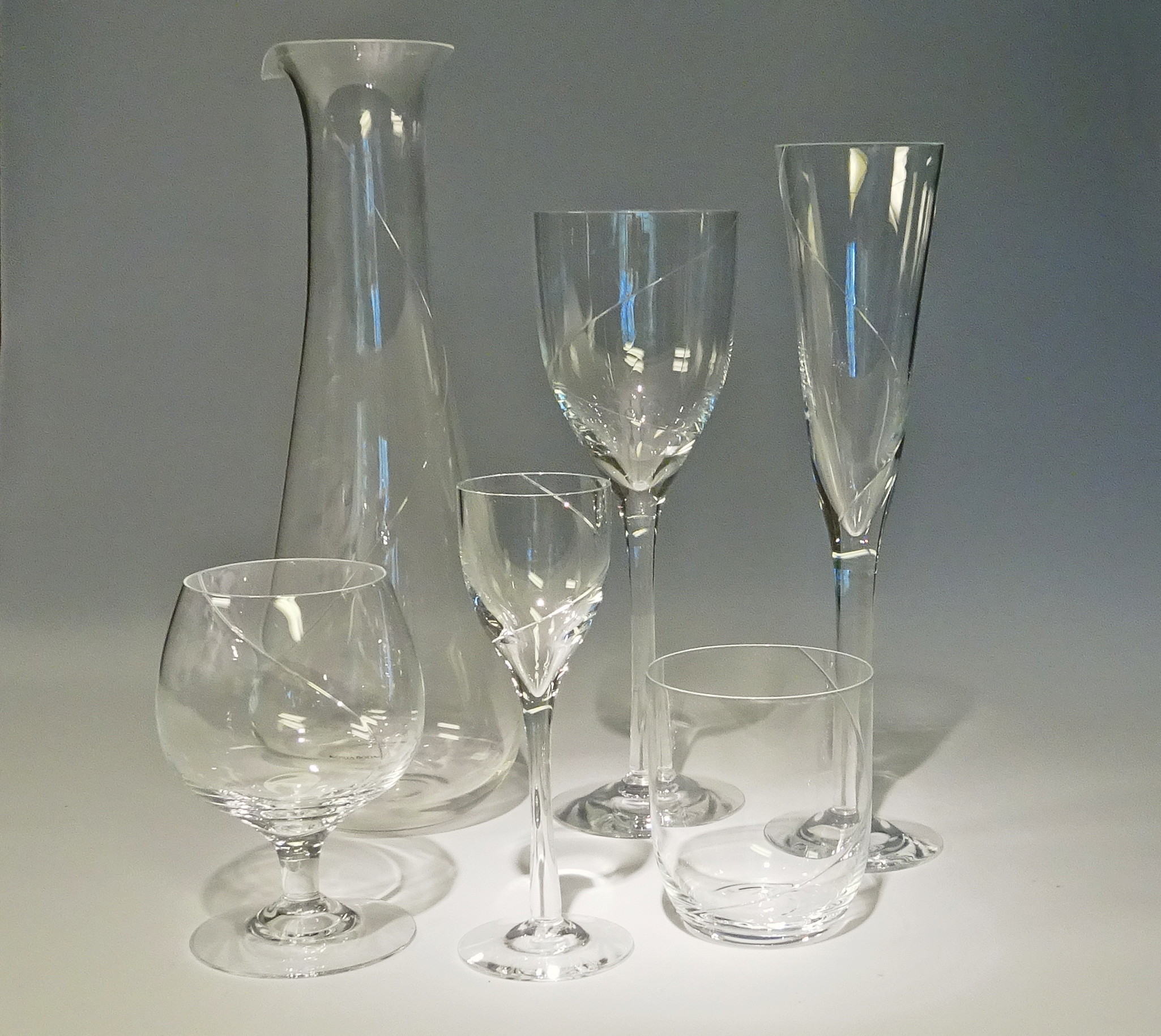
Kosta Boda, Anna Ehrner, „Line“

Orrefors Kosta Boda AB ist ein Zusammenschluss der vormals eigenständigen Glashütten Orrefors, Kosta, Boda und Åfors, gelegen im so genannten Glasreich in der südschwedischen Provinz Småland. Das Unternehmen gehört seit 2005 zur New Wave Group AB.

## Orrefors Glashütte
Orrefors glasbruk liegt im Ort Orrefors in der Gemeinde Nybro. Die Glashütte wurde 1898 gegründet, war aber schon seit 1726 als Eisenhütte vorhanden. Als die Verhüttung von Eisen unrentabel wurde, begann man mit der Herstellung von medizinischem und technischem Glas sowie Haushaltsglas. Ab 1914 stellte man auch Kristallglas her.
Während des Ersten Weltkrieges begründeten die beiden Künstler Simon Gate (bei Orrefors 1916–1945) und Edward Hald (bei Orrefors 1917–1978) den Weltruhm des Betriebes mit innovativen Techniken wie Graal (mehrfarbiger Rohling, ein Grundkörper in mehreren Farbschichten, wird durch Sandstrahlen oder Schleifen mit Ornamenten verziert).
Vicke Lindstrand (1904–1983), ab 1927 im Unternehmen tätig, entwickelte in den 1930er Jahren Ariel. 1954 präsentierte Sven Palmqvist (1906–1984) seine Schüsselserie Fuga, die aus zentrifugiertem Glas hergestellt wurde, eine glastechnische Weltneuheit. Die Orrefors Glashütte ist seit Mitte Juli 2013 geschlossen.

## Kosta Glashütte
Kosta glasbruk liegt im gleichnamigen Ort Kosta in der Gemeinde Lessebo. Die Hütte ist die älteste in Betrieb befindliche Glashütte Schwedens. Sie wurde 1742 von Anders Koskull und Georg Bogislaus Staël von Holstein gegründet. Der Name der Hütte und des Ortes bildet sich aus den Anfangsbuchstaben der beiden Nachnamen. Anfangs wurde Fenster- und Flaschenglas hergestellt. Ende des 19. Jahrhunderts wurde Kosta hauptsächlich durch sein geschliffenes Glas bekannt. Bedeutende Glaskünstler waren u. a. Ewald Dahlskog (1894–1950) und Vicke Lindstrand. 1990 ging die Glashütte von Kosta mit der von Boda zusammen. Heute bestehen das Kosta glascenter und ein Outlet.

## Boda Glashütte
Boda glasbruk liegt in der Gemeinde Emmaboda und wurde 1864 gegründet. Die Produkte bestanden zu Beginn hauptsächlich aus einfachem Gebrauchsglas, später auch aus geschliffenem Kristallglas. Die Hütte wurde in den 1960er Jahren durch die Arbeiten von Erik Höglund und Signe Persson-Melin bekannt, später durch die Entwürfe von Kjell Engman und Anna Ehrner.

## Åfors Glashütte
Zu Orrefors Kosta Boda AB gehört auch die kleine Glashütte Åfors glasbruk. Sie wurde 1876 von Carl-Albert Fagerlund im Ort Åfors in der Gemeinde Emmaboda gegründet. Die Herstellung galt anfangs Haushaltsglas. Anfang der 1960er Jahre brachte das Ehepaar Bertil Vallien und Ulrica Hydman-Vallien mit ihren experimentierfreudigen Glaskunstwerken neues Leben in das Unternehmen.